# Шинано
Река Шинано (信濃川) је највећа и најдужа река у Јапану. Она извире у области префектуре Нагано а завршава свој ток у области префектуре Нигата. Такође је позната и као река Чикума (Чикума-гава - 千曲川), у Нагано префектури. 
Сама река извире из планине Кобуши, на границама префектура Саитама, Јаманаши и Нагано, усмеравајући се даље ка северозападу где се спаја са реком Сај из града Мацумото (префектура Нагано). 
На ушћу река Чикума и Сај, налази се острво Каванакаџима (川中島) где се одиграла значајна Битка на Каванакаџими. Даље скреће ка североистоку излазећи у јапанско море код града Нигата.
Током 1922. године, гради се канал Окозу (大河津分水路 - Окозу бунсујро), како би се заштито град Нигата од будућих поплава. Овај подухват ће такође омогућити развој култивације пиринчаних поља.